# Origanum syriacum
Origanum syriacum; sin. Majorana syriaca (también Origanum maru, si bien se refiere principalmente a un híbrido de O. syriacum), hisopo bíblico, orégano de Líbano u orégano de Siria, es una planta aromática perenne de la familia Lamiaceae.

## Etimología
A veces la planta es denominada za'atar por asociación con su uso en la preparación de la mezcla de hierbas. En hebreo moderno, es llamada ezov, y en hebreo clásico era llamada ezob. En muchas traducciones de la Biblia, ezov es traducido como hisopo, de allí el nombre común del hisopo de la Biblia, que se cree se refiere a una planta diferente generalmente identificada con Hyssopus officinalis. Los problemas con la identificación se deben a la tradición oral judía la cual prohíbe en forma expresa el hisopo griego, y donde la planta bíblica se dice que era idéntica a la palabra árabe, zaatar (Origanum syriacum), y esta palabra no debe ser asociada con otros ezobs que a menudo tiene un epíteto adicional, como por ejemplo zaatar farsi = hisopo persa (Thymbra capitata) y zaatar rumi = hisopo romano (Satureja thymbra).

## Descripción

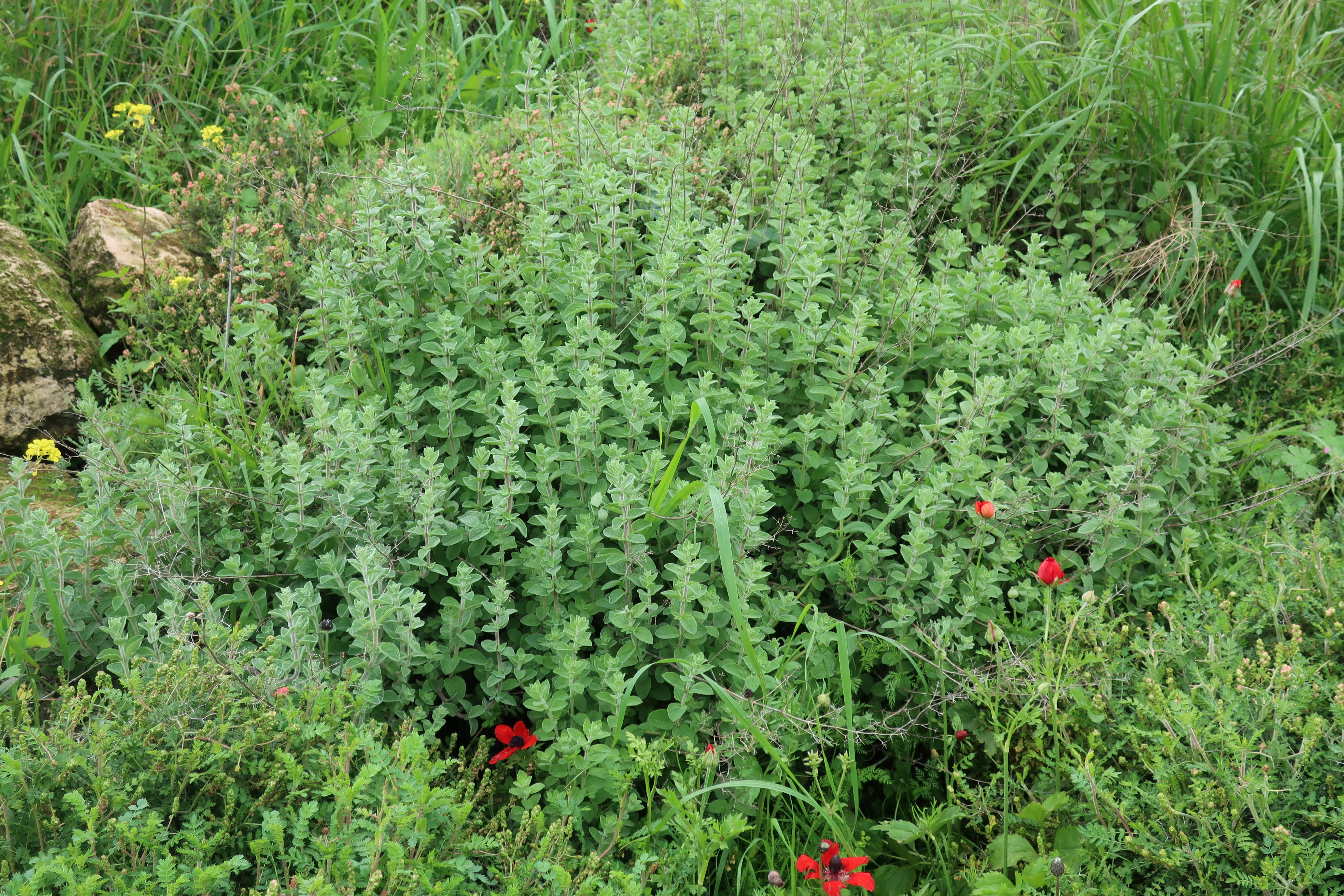
En su hábitat en las montañas del Banco Occidental.

Origanum syriacum alcanza una altura de 1 m. La planta es polinizada por abejas. Sus flores son blancas o rosa claro y pequeñas.

## Uso
Es el ingrediente primario de la mezcla de especies denominada zataar. Origanum syriacum es cosechado en las praderas naturales para ser utilizado para preparar za'atar, una mezcla de hierbas secas, sésamo y zumaque para saborizar. Sin embargo, recientemente se lo ha comenzado a cultivar para satisfacer una demanda en aumento.

## Taxonomía
Origanum syriacum fue descrita por Carlos Linneo y publicado en Species Plantarum 2: 590. 1753.